# Северное командование ИРА
Северное командование ИРА (англ. IRA Northern Command) — дивизион командования «старой» Ирландской республиканской армии и её «временного» крыла, отвечавший за проведение операций на территории Северной Ирландии.

## Деятельность

### «Старая» ИРА
После начала Второй мировой войны проблемы со связью ячеек ИРА в Северной Ирландии и Республики Ирландии усилились по причине ужесточения пограничного контроля. Некоторые из волонтёров ИРА задумались о создании автономного отряда. Книгопечатник из Белфаста Чарли Макглейд предложил такую идею первым, и в 1939 году появилось Северное командование ИРА, которое отвечало за операции во всех шести британских графствах Северной Ирландии и в ирландском графстве Донегол. Южное командование ИРА стало отвечать за остальные 25 ирландских графств. К началу 1950-х годов и Северное, и Южное командование сошли со сцены, и руководство на себя взяли «южане». Центр командования ИРА сместился в Дублин.
Макглейд стал первым главой Северного командования, адъютантом стал Джимми Стил, квартирмейстером — Шон Маккоуи. В 1940 году Макглейд уступил пост Маккоуи, который в 1941 году был арестован властями и умер в тюрьме.

### «Временная» ИРА
В середине 1970-х годов воссоздать Северное командование предложили Джерри Адамс и Айвор Белл. По сравнению с предыдущим Северным командованием, в зону его ответственности планировалось дополнительно включить ирландские графства Лаут, Каван, Монахан и Литрим, где чаще всего и проводили свои операции ИРА. Южное командование ИРА должно было отвечать за оставшееся 21 графство и снабжать «северных» всем необходимым. Против такой идеи выступили Джо Кэхилл и Билли Макки, опасаясь раскола; «за» высказывался командующий Шеймус Туоми. В конце 1976 года Северное командование было воссоздано.